# Umma (filme)
Umma (coreano: 엄마, eomma) (bra: Mamãe) é um filme americano de terror sobrenatural de 2022, escrito e dirigido por Iris K. Shim. É estrelado por Sandra Oh, Fivel Stewart, MeeWha Alana Lee, Tom Yi, Odeya Rush e Dermot Mulroney. Sam Raimi atua como produtor do longa. A trama acompanha Amanda (Oh), uma mãe solteira que vive com a filha em uma fazenda isolada e começa a ser assombrada pelo fantasma de sua própria mãe.
Umma foi lançado nos Estados Unidos em 18 de março de 2022 pela Sony Pictures Releasing. O filme recebeu críticas mistas, com elogios à atuação de Sandra Oh e aos temas abordados, mas foi criticado por seus clichês, roteiro fraco, excesso de jump scares e falta de tensão.

## Enredo
A imigrante coreana Amanda e sua filha educada em casa, Chrissy "Amani", vivem em uma fazenda rural, criando abelhas, vendendo mel, criando galinhas e vivendo sem tecnologia moderna, já que Amanda tem uma "reação alérgica" a eletrônicos e eletricidade. Ela fica chateada ao descobrir que Chrissy quer deixar a fazenda para fazer faculdade. Quando recebe de seu tioque a visita da Coreia, Sr. Kang, uma mala contendo as cinzas cremadas de sua mãe recentemente falecida, ou Umma, Amanda é forçada a enfrentar as memórias de sua infância abusiva.
Umma foi deixada para criar Amanda sozinha nos Estados Unidos, sem falar inglês e cercada por pessoas que não entendiam ou praticavam sua cultura. É revelado que Amanda inventou sua "alergia" a eletrônicos depois de levar choques elétricos várias vezes como punição de Umma. Quando Amanda cortou os laços com sua mãe, ela também cortou os laços com sua herança coreana como um todo, incluindo abrir mão de seu sobrenome. Quando o Sr. Kang foi embora, ele envergonhou Amanda por abandonar sua própria mãe e herança, e por não ensinar a Chrissy a língua e a cultura coreana.
Logo após a chegada das cinzas, um espírito vingativo aparece, determinado a tomar o corpo de Amanda para si. À medida que os fenômenos sobrenaturais se intensificam — desde visões de espíritos coreanos atormentados (incluindo o espírito de Umma) até um encontro com um kumiho devorando suas galinhas — Amanda se torna cada vez mais paranoica e teme estar se transformando em sua própria mãe. Esse medo se concretiza quando Umma consegue possuí-la enquanto Amanda tenta enterrar as cinzas.
Chrissy encontra sua mãe realizando o Jesa, vestindo uma máscara e um hanbok. Amanda a ataca, mas Chrissy consegue escapar da morte ao implorar por sua vida. Amanda decide então confrontar sua mãe e a perdoa pelos abusos. Ela reconhece que foi injusto Umma ter que criar uma filha sozinha, longe de casa e em circunstâncias difíceis, mas que isso não justificava o abuso. Essa compaixão e entendimento permitem que Umma finalmente encontre a paz, pois ela também percebe que o que fez com Amanda foi injusto. O filme termina com Amanda redescobrindo sua herança familiar e compartilhando-a com sua filha, além de aceitar a necessidade de Chrissy seguir sua própria vida.

## Elenco
- Sandra Oh como Amanda
- Fivel Stewart como Chrissy "Amani"
- Dermot Mulroney como Danny
- Odeya Rush como River
- MeeWha Alana Lee como Park Soon-yi (coreano: 박순이; RR: Bag Sun-i), a mãe de Amanda (Umma)
- Tom Yi como Sr. Kang, o tio de Amanda

## Produção
Em janeiro de 2020, foi anunciado que Sandra Oh havia se juntado ao elenco do filme, com Iris K. Shim escrevendo o roteiro que dirigiu e com Sam Raimi e Zainab Azizi na produção através da Raimi Productions. Inicialmente, as filmagens estavam previstas para começar em Vancouver em abril de 2020, mas foram interrompidas devido à pandemia de COVID-19. Em outubro de 2020, Fivel Stewart, Dermot Mulroney, Odeya Rush, MeeWha Alana Lee e Tom Yi entraram para o elenco, com a Stage 6 Films assumindo a produção e a Sony Pictures Releasing ficando responsável pela distribuição. As filmagens começaram em 7 de outubro de 2020, em Los Angeles, Califórnia, e foram concluídas em janeiro de 2021.

## Lançamento
Umma foi lançado em 18 de março de 2022. A estreia do filme aconteceu em Koreatown, Los Angeles, no dia 15 de março de 2022.

### Mídia doméstica
O filme foi lançado digitalmente em 9 de abril de 2022 e recebeu versões em DVD e Blu-ray em 24 de maio de 2022 pela Sony Pictures Home Entertainment. Nos Estados Unidos, Umma foi adicionado ao catálogo da Netflix em 16 de julho de 2022.

## Recepção

### Bilheteria
Nos Estados Unidos e no Canadá, Umma foi lançado junto com Jujutsu Kaisen 0, The Outfit e X, com as projeções indicando que arrecadaria entre US$ 500 mil e 1,5 milhão em 805 cinemas no fim de semana de estreia. O filme faturou US$ 915.290 no primeiro fim de semana, terminando em décimo primeiro lugar. Durante a estreia, 57% do público era composto por mulheres, e 61% das vendas de ingressos vieram de pessoas entre 18 e 34 anos. A distribuição étnica do público foi de 42% caucasianos, 19% hispânicos e latinos, 18% afro-americanos, 17% asiáticos e 4% de outras origens. No segundo fim de semana, Umma caiu para o décimo quarto lugar nas bilheteiras, arrecadando US$ 460.068.

### Resposta da crítica

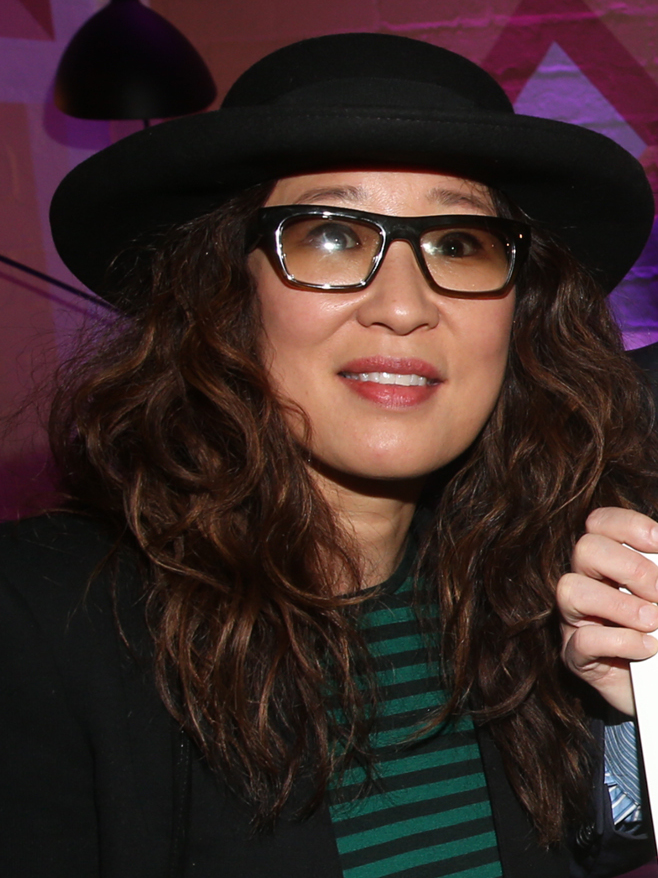
Apesar das críticas mistas, Sandra Oh recebeu elogios por sua atuação no filme.

No site agregador de críticas Rotten Tomatoes, 32% das 41 críticas são positivas, com uma classificação média de 5/10. O consenso do site diz: "Apesar da atuação geralmente forte de Sandra Oh e de alguns momentos de potencial da roteirista e diretora Iris K. Shim, Umma é uma oportunidade perdida cheia de clichês." O Metacritic, que utiliza uma média ponderada, atribuiu ao filme uma pontuação de 51 de 100, baseada em 13 críticas, indicando "críticas mistas ou médias". O público pesquisado pelo PostTrak deu ao filme uma pontuação positiva de 52%, o que o Deadline Hollywood descreveu como "horrível".
Laura Sirikul, do IGN, deu uma nota 4 de 10, elogiando os temas e a atuação de Oh, mas criticando a execução ruim e os clichês, afirmando: "Umma não é assustador, mas os temas por trás dele são aterrorizantes, pois lida com trauma geracional e a culpa. Embora as referências culturais sejam profundas, o filme está sobrecarregado com imagens simbólicas que nunca são totalmente explicadas. Embora Oh e Stewart façam boas atuações, o tom e a tensão da história acabam sendo irregulares e decepcionantes." Andrew Barker, da Variety, escreveu: "Oh arrasa no papel principal com sua habilidade habitual, e Stewart é uma boa parceira de cena, mas o roteiro parado de Shim, que quase nunca dá tempo suficiente para que desenvolvam completamente seus personagens, acaba prejudicando as atuações."
Frank Scheck, do The Hollywood Reporter, destacou a atuação inspirada de Oh, mas considerou a produção como um filme B medíocre, escrevendo: "As tentativas forçadas da roteirista e diretora Shim de usar clichês de gênero para explorar as complexidades das relações dominantes entre mãe e filha nunca se desenvolvem completamente." Kate Erbland, do IndieWire, também deu uma crítica mista e escreveu: "Apesar de suas falhas, Umma é uma estreia promissora para Shim, dando a sensação de que há muito mais por trás da história, como se estivesse guardado em uma mala cheia de segredos."
Em uma crítica positiva, Tracy Brown, do Los Angeles Times, escreveu: "Pense mais em um clássico terror gótico do que em algo exageradamente macabro. Mas isso já é o suficiente para manter espectadoresque se assustam fácil, como eu, tensos conforme a história avança."